# National Ethnic Coalition of Organizations
La National Ethnic Coalition of Organizations (NECO) è un'associazione statunitense fondata da William Denis Fugazy Sr., un magnate dei trasporti di New York, nel 1986. L'organizzazione è attualmente capeggiata da Nasser J. Kazeminy che sino al 2012 l'ha diretta anche con l'aiuto di Lee Iacocca, amico sia di Fugazy che di Kazeminy.
La National Ethnic Coalition of Organizations (NECO) venne creata sulla base della convinzione dei suoi fondatori che le diversità derivate dalla differente provenienza della popolazione statunitense abbia contribuito a rendere gli Stati Uniti d'America una grande nazione nel mondo. La missione dell'associazione è quindi ancora oggi quella di onorare e preservare questa diversità e di promuovere la tolleranza tra i popoli, il rispetto e l'ascolto tra differenti gruppi religiosi ed etnici. La NECO, inoltre, continua a restaurare e mantenere le strutture di Ellis Island, simbolo vivente dell'immigrazione in America.
La NECO sponsorizza la Ellis Island Medal of Honor, un premio riconosciuto dal governo statunitense che viene concesso annualmente con lo scopo di premiare quei cittadini americani, originari di altri paesi o figli di immigrati, che abbiano esemplificato con la loro vita i valori della vita americana. Tra quanti hanno ricevuto questa onorificenza si includono sei presidenti degli Stati Uniti d'America, diversi premi Nobel e capitani d'industria, educatori, artisti, sportivi e personaggi di governo.